# AdMob
AdMob je společnost zabývající se mobilní reklamou založená Omarem Hamouim. Název AdMob vznikl zkřížením anglických slov „Advertising“ (reklama) a „Mobile device“ (mobilní zařízení). Společnost byla založena v roce 2006 a pochází z Mountain View v Kalifornii. V listopadu 2009 byla společnost koupena společností Google za 750 milionů amerických dolarů. Akvizice byla dokončena 27. května 2010. Společnost Apple taktéž projevila zájem o koupi společnosti ve stejný rok, ale přijata byla nabídka od Googlu. Ještě před koupí společností Google, AdMob koupil společnost AdWirl, dříve Adrollo, která je platformou pro vývoj reklamy v aplikacích pro iPhone. AdMob nabízí reklamní řešení pro mnoho mobilních platform, včetně Androidu, iOS, webOS, Flash Lite, Windows Phone a všech standardních mobilních webových prohlížečů.
AdMob je jednou z největších světových mobilních reklamních platforem a prohlašuje, že poskytuje více než 40 miliard mobilních bannerů a textových reklam měsíčně napříč mobilními webovými stránkami a aplikacemi.
16. května 2013 oznámil Google na své konferenci I/O 2013 přestavbu platformy AdMob použitím svých dalších platforem jako AdSense s cílem pomoci vývojářům aplikací budovat své vlastní podnikání.

## Ocenění
V roce 2009 byl AdMob zařazen mezi 10 nejlepších „mobiThinkers“ (The Top Ten mobiThinkers 2009).
V roce 2010 získal AdMob cenu „Mobile Premier Award“.
V roce 2010 byl AdMob podle Lead411 označen jako jedna z „Nejžhavějších společností Silicon Valley (Hottest Silicon Valley Companies)“.